# المضحاة
المضحاة قرية سعودية، تابعة لمركز الغريف في محافظة الكامل في منطقة مكة المكرمة.

## الوصف
تبعد القرية عن المركز مسافة 9 كيلو متر بإتجاه الجنوب الغربي، نوع الطريق اسفلت. يوجد في القرية مركز المضحاة للرعاية الصحية الأولية. خدمات التعليم: يتبع للقرية مدرسة حطين الابتدائية بنين، ومدرسة المضحاة الابتدائية ومدرسة المضحاة المتوسطة بنات. ويوجد في القرية حدمة بلدية وخدمة بريد.